# Oestophora dorotheae
Oestophora dorotheae is een slakkensoort uit de familie van de Trissexodontidae. De wetenschappelijke naam van de soort is voor het eerst geldig gepubliceerd in 1930 door P. Hesse.